# Chapelle extérieure du Séminaire de Québec
La Chapelle extérieure du Séminaire de Québec est un édifice religieux catholique de la ville de Québec au Canada.

## Historique
Elle fut érigée de 1888 à 1890 suivant l'incendie de la chapelle précédente. En fait, la première version de la chapelle à cet emplacement, construite de 1750 à 1752, dut déjà être reconstruite une première fois à la suite du bombardement lors de la Conquête de 1759.

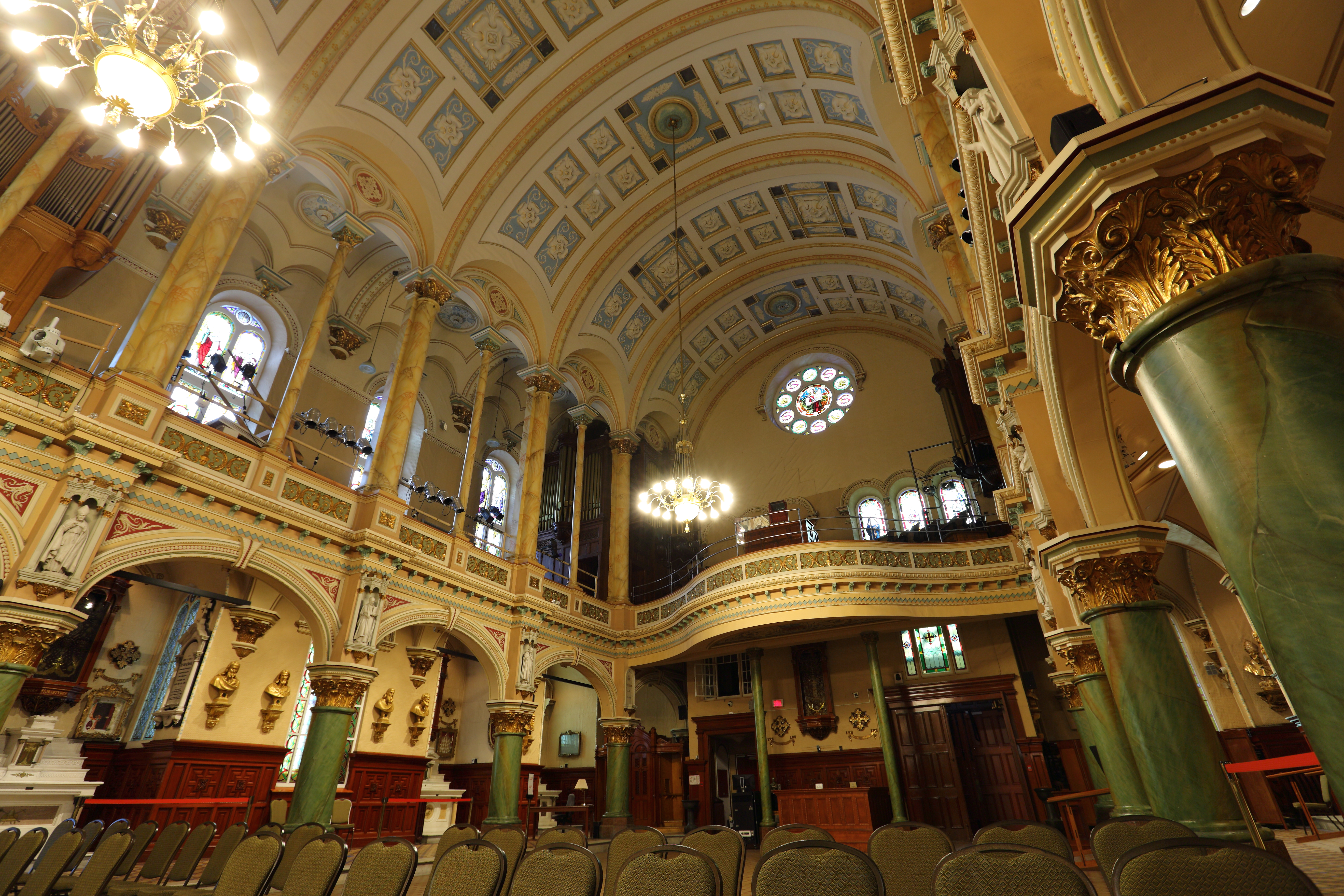
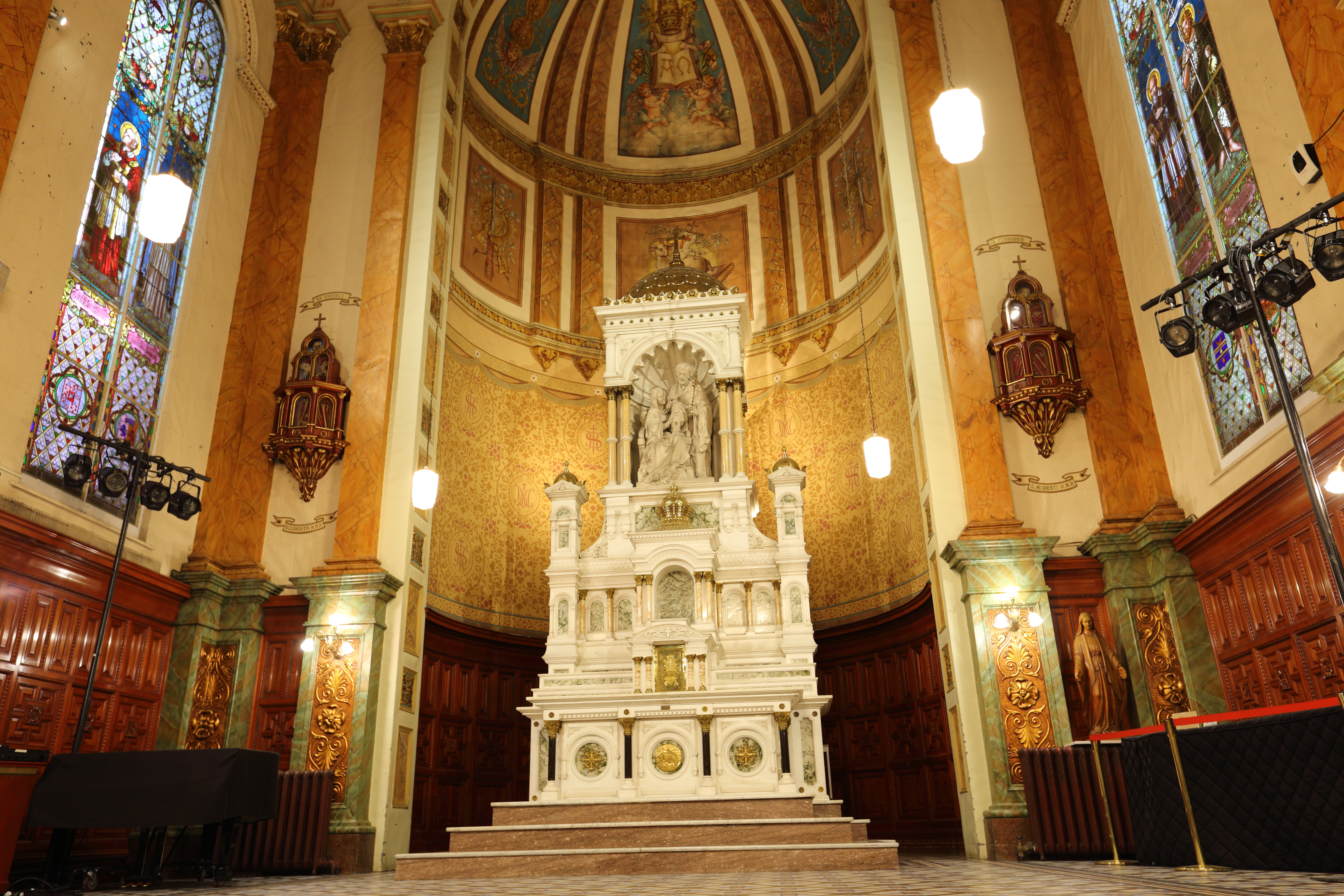
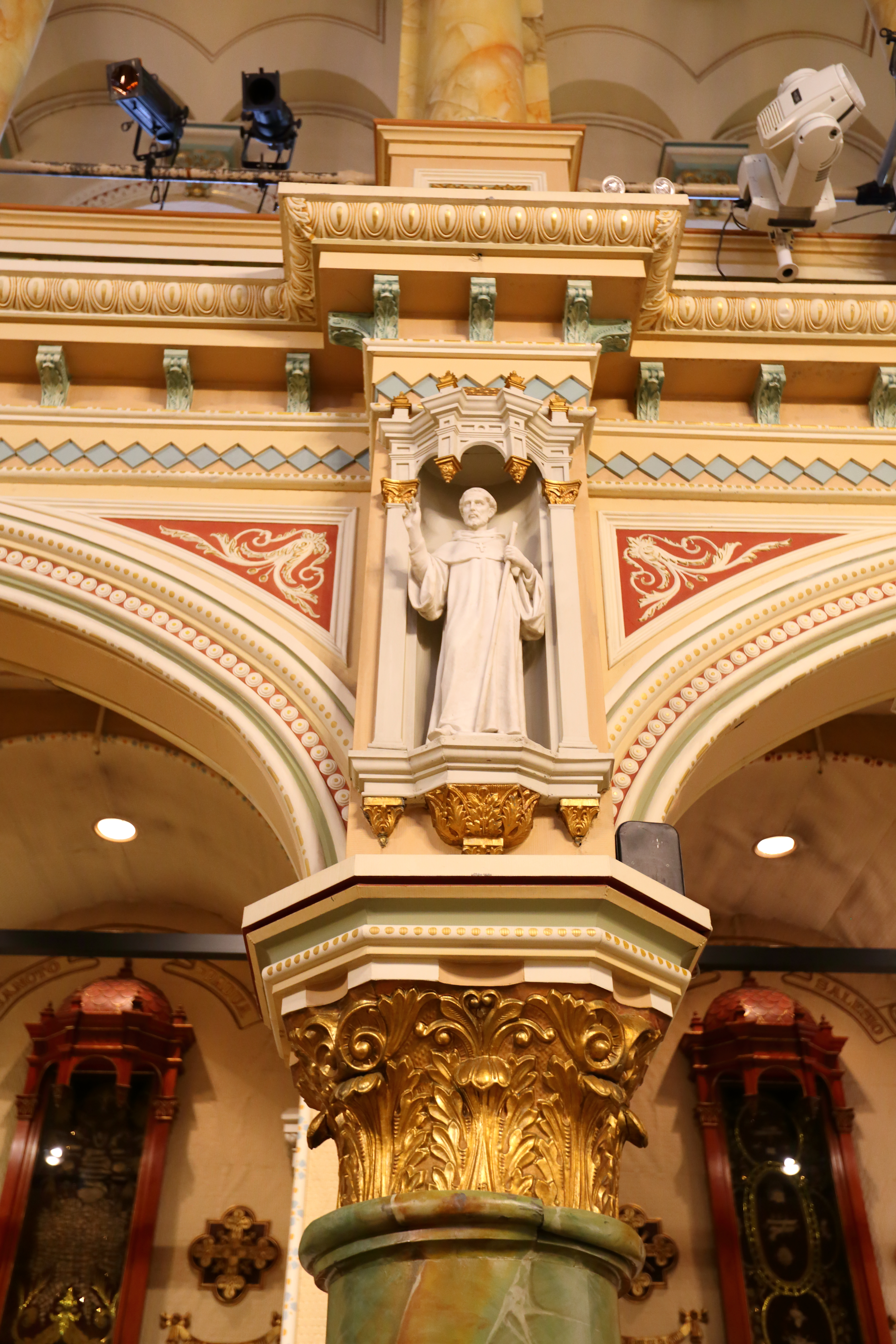
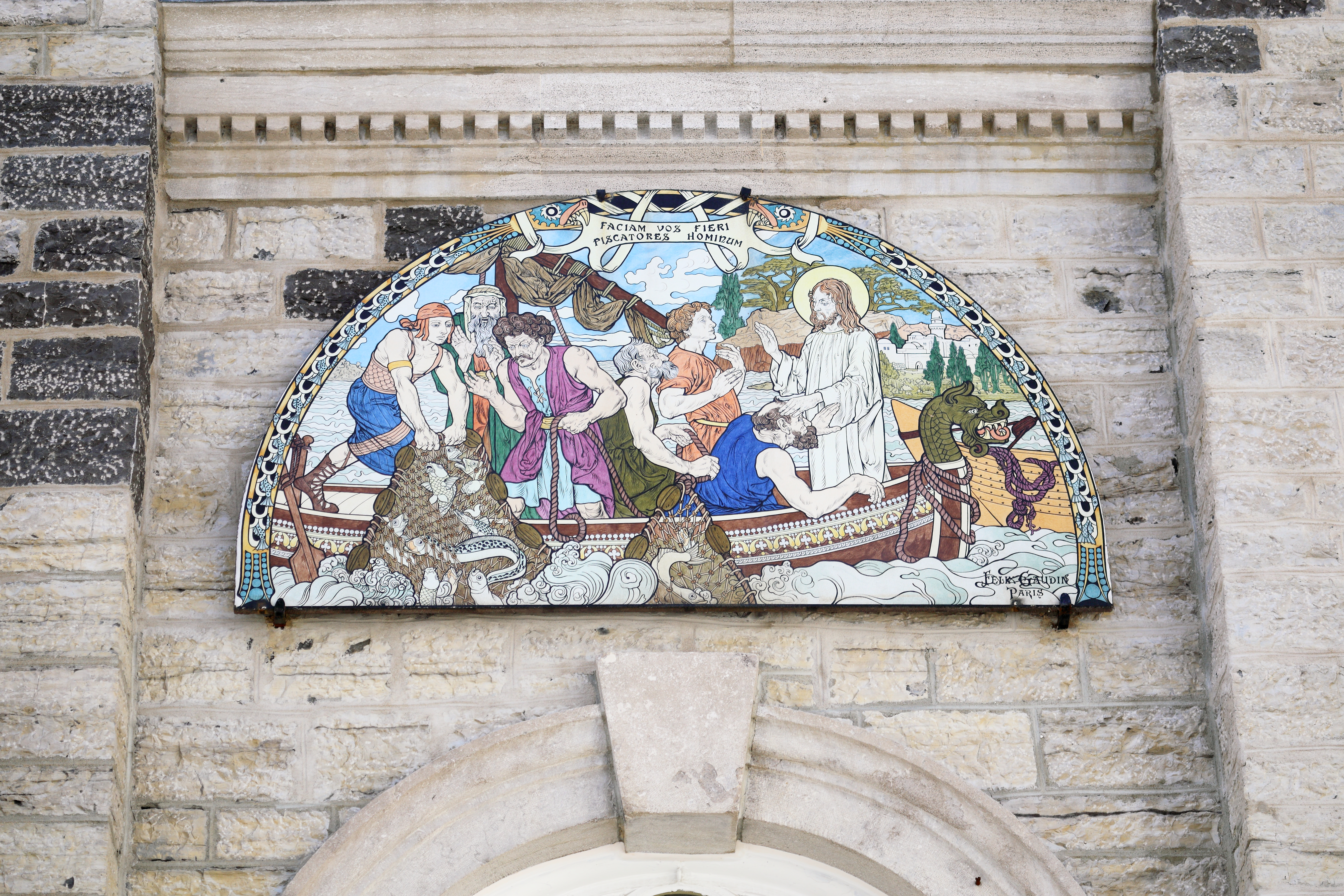